# Celastrina parvula
Celastrina parvula är en fjärilsart som beskrevs av Corbet 1938. Celastrina parvula ingår i släktet Celastrina och familjen juvelvingar. Inga underarter finns listade i Catalogue of Life.

## Bildgalleri

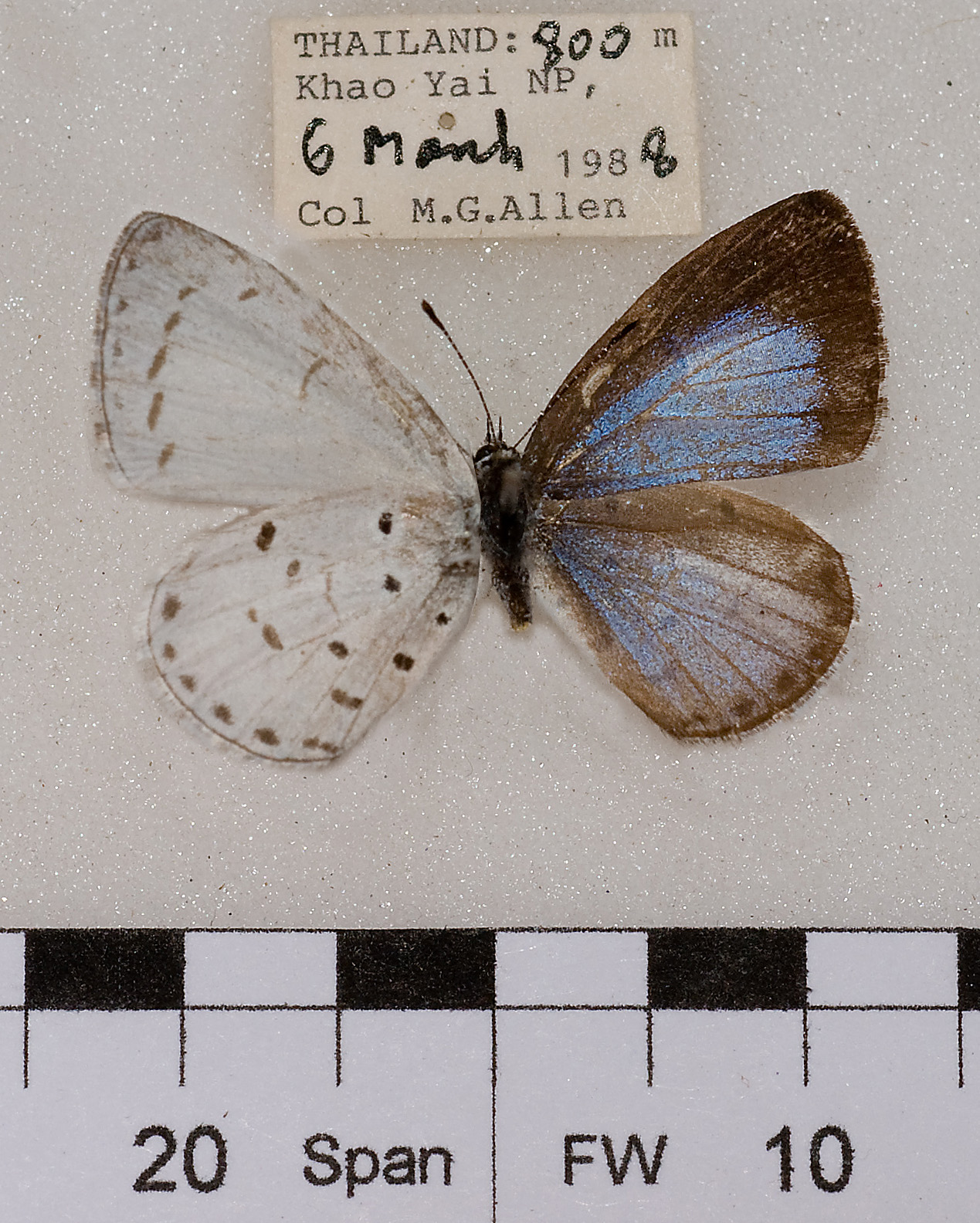
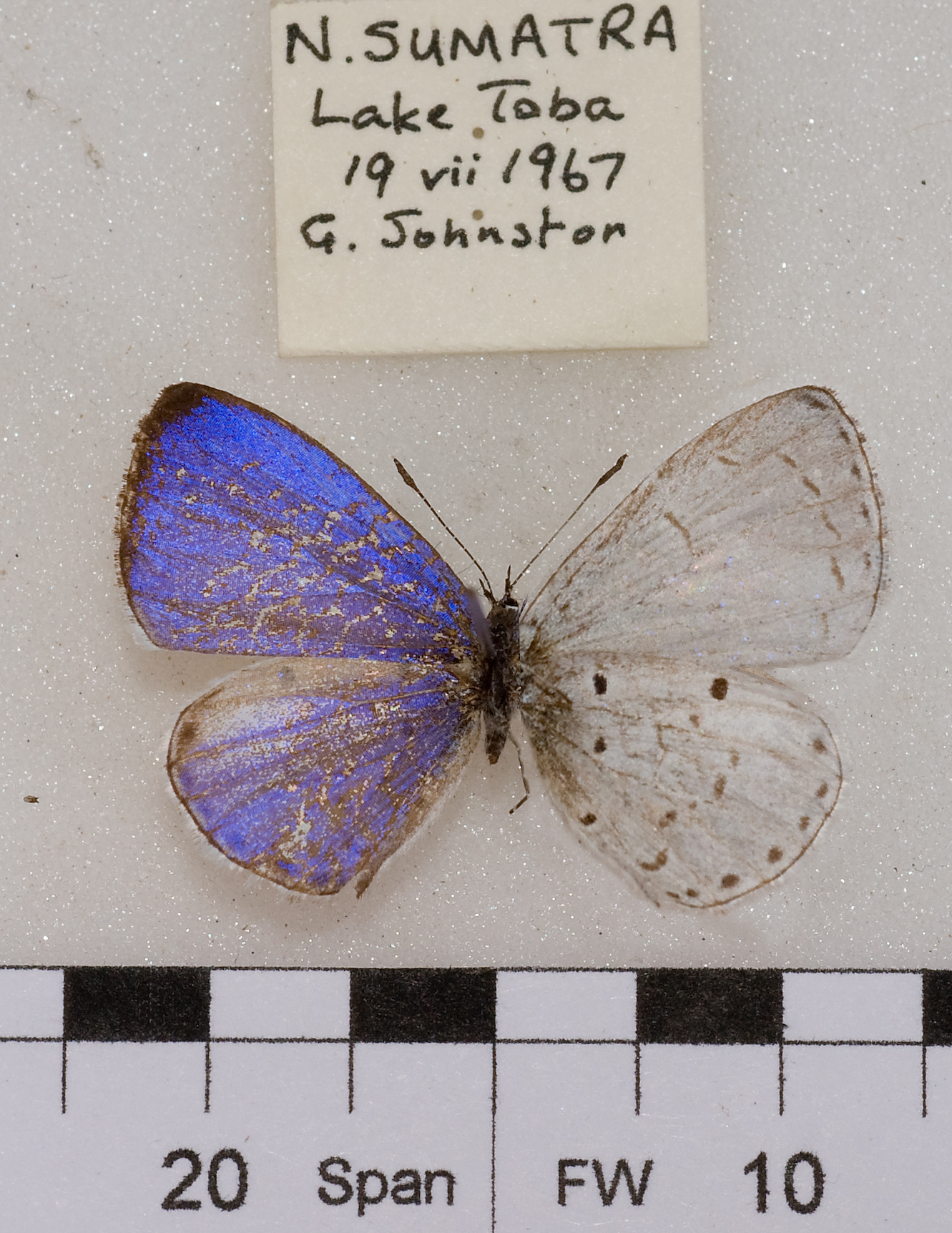